# Шиповатский сельский совет
Шипова́тский сельский совет — входил до 2020 года в состав Великобурлукского района Харьковской области Украины.
Административный центр сельского совета находился в селе Шипова́тое.

## История
- 1917 — дата образования.
- Март 1922 года — дата основания семеноводческо-зернового и животноводческого совхоза «Красная волна»[2] в бывшей помещичьей экономии. Это было первое на территории Шиповатского сельсовета общественное предприятие.
- В 1975 году бюджет Шиповатского сельсовета составлял 83 525 советских рублей. Из них на нужды народного образования было ассигновано 18 тысяч 168, на здравоохранение - 47 тысяч 758 рублей.
- В 1977 году из состава Шиповатского сельсовета бьл выделен Червонохвыльский сельсовет.
- 17 июля 2020 Великобурлуцкий район был ликвидирован.

## Населённые пункты совета на 2020 год
- село Шипова́тое
- село Весё́лое
- село Нестеровка
- село Сре́дний Бурлу́к
- посёлок Шипова́тое

## Ликвидированные населённые пункты
- село Ти́хий Бе́рег - после 1966 передано из Среднебурлуцкий сельсовет в Шиповатский; снято с учёта между 1967 и 1976 годами.
- село Шляховое - снято с учёта в 2013 году из-за депопуляции.[3]

## Ранее бывшие в сельсовете населённые пункты
- село Зелёный Гай (в 1977 году исключено из состава сельсовета)
- село Каневцево (Каневцово; после 1976 исключено из состава сельсовета)
- Красная Волна (совхоз) (укр. Червона Хвиля) (в 1977 исключён из состава сельсовета и образовал свой сельсовет)
- село Купьеваха (в 1977 исключено из состава сельсовета)
- село Малое Шиповатое (после 1976 исключено из состава сельсовета)
- село Новая Александровка (в 1977 исключено из состава сельсовета)
- село Новая Андреевка (между 1967 - 1976 исключено из состава сельсовета)
- село Тарасово (после 1976 исключено из состава сельсовета)
- село Цицорино (между 1967 - 1976 исключено из состава сельсовета)

## Главы сельсовета
- 1927-1930 - С. И. Пустоваров, кавалер ордена Ленина (1947).